# Dragmacidon mutans
Dragmacidon mutans är en svampdjursart som först beskrevs av Sarà 1978.  Dragmacidon mutans ingår i släktet Dragmacidon och familjen Axinellidae. Inga underarter finns listade i Catalogue of Life.